# Praprotnice
Praprotnice so deblo rastlin z okrog 20.000 vrstami. Njihovo znanstveno ime je Pteridophyta ali Filicophyta, kadar pa jih obravnavamo kot poddeblo višjih rastlin (Tracheophyta), jih imenujemo tudi Polypodiophyta ali Polypodiopsida. Preučevanje praprotnic imenujemo pteridologija, strokovnjak za praproti pa je pteridolog.
Praprotnice so višje rastline (cevnice), ki se od primitivnejših likofitov razlikujejo po tem, da imajo prave liste (megafile), od razvitejših golosemenk in kritosemenk pa po tem, da nimajo semen. Tako kot vse vaskularne rastline imajo življenjski krog, pogosto imenovan menjavanje generacij, ki ga označujeta diploidna sporofitna in haploidna gametofitna faza. V nasprotju z golosemenkami in kritosemenkami je gametofit pri praprotnicah prosto živeč organizem. Življenjski ciklus tipične praprotnice je naslednji:
1. Sporofitna (diploidna) faza da z mejozo haploidne spore.
2. Spora s celično delitvijo zraste v gametofit, katerega del je navadno tudi fotosintetski protalus.
3. Gametofit da z mitozo gamete (pogosto so na istem protalusu semenčice in jajčeca).
4. Gibljiva običkana semenčica oplodi jajčece, to ostane pritrjeno na protalus.
5. Oplojeno jajčece je zdaj diploidna zigota in z mitozo zraste v sporofit (značilno »praprot«).

Nastanek praprotnic geologi postavljajo v geološko dobo Karbon.